# Maria Margaretha von Wildermeth

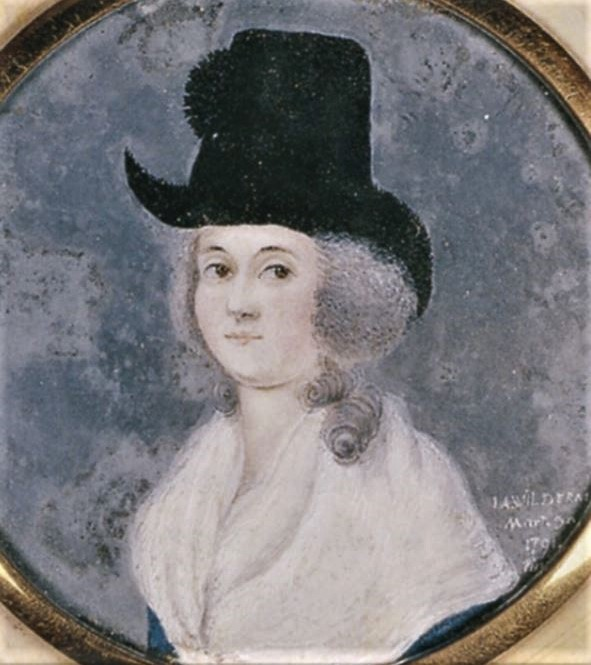
Maria Margaretha von Wildermeth (1791)

Maria Margaretha von Wildermeth (* 23. Februar 1777 in Biel/Bienne; † 11. März 1839 in Bern; heimatberechtigt in Biel/Bienne) war eine Schweizer Erzieherin am preussischen Hof.

## Leben
Maria Margaretha von Wildermeth wurde als Tochter des Alexander Wildermeth (1737–1800) und der Marguerite de Treytorrens geboren. Nach dem Tod des Vaters zog Maria Margaretha 1800 zu ihrem Bruder nach Berlin. Dort arbeitete sie zunächst als Erzieherin im Haus des Grafen Dönhoff. Seit 1805 war sie am preussischen Hof die Erzieherin für Prinzessin Charlotte von Preussen und begleitete die Familie 1806 auch auf der Flucht vor Napoleon Bonaparte, bis sie 1809 wieder nach Berlin zurückkehren konnten. Als Charlotte von Preussen 1817 den späteren Zaren Nikolaus I. heiratete und nach dem Übertritt zum orthodoxen Glauben fortan Alexandra Fjodorowna hiess, wurde sie von Wildermeth nach Sankt Petersburg begleitet. Mit Charlottes Heirat war der Erziehungsauftrag von Wildermeth beendet. Sie zog sich zunächst nach Berlin zurück und später in die Schweiz, wo sie in Biel und dem Familiensitz in Pieterlen lebte. Ein intensiver schriftlicher Kontakt zwischen den Frauen blieb bestehen.
1826 wurde Wildermeth zu den Krönungsfeierlichkeiten von Nikolaus I. nach Moskau eingeladen und mit dem Orden der Heiligen Katharina ausgezeichnet, was ihr den Adelstitel und eine Pension einbrachte. Ferner erhielt sie einen hohen Zivilrang, der dem eines Generals entsprach. 1830 erwarb sie das Landgut Beaumont bei Bern.
An ihre Jahre in Bern erinnert der Wildermettweg im Elfenauquartier.